# Гоклений (лунный кратер)
Кратер Гоклений (лат. Goclenius) — большой древний ударный кратер на западной границе Моря Изобилия на видимой стороне Луны. Название присвоено в честь немецкого физика, медика и математика Рудольфа Гоклениуса младшего (1572—1621) и утверждено Международным астрономическим союзом в 1935 г. Образование кратера относится к нектарскому периоду.

## Описание кратера

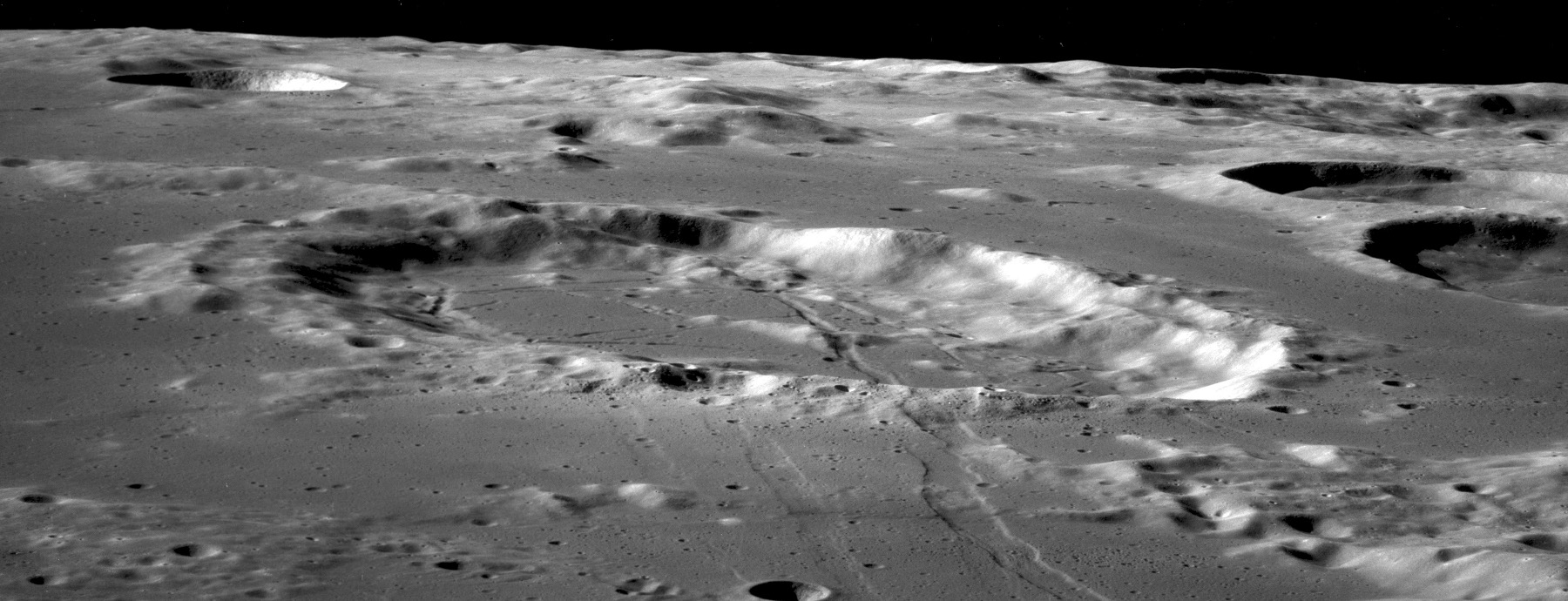
Снимок кратера с борта Аполлона-11.

Ближайшими соседями кратера являются кратер Годибер на западе, кратер Гутенберг на западе-северо-западе, кратер Амонтон на севере-северо-востоке, кратер Белло на юго-востоке, а также кратер Магеллан на юге-юго-западе. На западе от кратера находится Море Нектара; на северо-востоке располагается Море Изобилия; на юго-западе горы Пиренеи. Селенографические координаты центра кратера 10°03′ ю. ш. 45°02′ в. д. / 10,05° ю. ш. 45,03° в. д., диаметр 73 км, глубина 2,2 км.
Кратер имеет эллиптическую форму с большой осью ориентированной в направлении восток-запад, сильно разрушен за длительное время своего существования. Внутренний склон вала широкий, со следами террасовидной структуры. В направлении с юго-востока на северо-запад кратер пересечен бороздой относящейся к системе борозд Гокления. Северо-западная часть вала перекрыта небольшим сателлитный кратером Гоклений B (см. ниже). Средняя высота вала кратера над окружающей местностью 1300 м, объем кратера составляет приблизительно 4600 км³. Дно чаши кратера заполнена лавой, рассечено системой борозд, юго-западная часть чаши пересеченная. Имеется небольшой яркий центральный пик несколько смещенный к северо-западу от центра чаши.

## Сателлитные кратеры
| Гоклений | Координаты                                          | Диаметр, км |
| -------- | --------------------------------------------------- | ----------- |
| B        | 9°13′ ю. ш. 44°28′ в. д. / 9,22° ю. ш. 44,47° в. д. | 6,2         |
| U        | 9°20′ ю. ш. 50°09′ в. д. / 9,33° ю. ш. 50,15° в. д. | 22,1        |

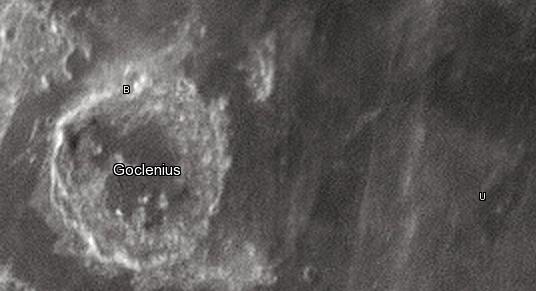
Снимок Девида Кемпбелла.

Сателлитный кратер Гоклений A в 1976 г. переименован Международным астрономическим союзом в кратер Ибн Батута.